# 11-脱氢皮质酮
11-脱氢皮质酮（缩写11-DHC，或称为17-脱氧可的松，21-羟基孕-4-烯-3,11,20-三酮，21-hydroxypregn-4-ene-3,11,20-trione）是一种有机化合物，化学式为C21H28O4，是一种内源性的盐皮质激素。